# Tiručirapali
Tiručirapali (tamilska izgovorjava: [ˈt̪iɾɯtːʃiɾaːpːaɭːi]), imenovano tudi Tiruchi ali Trichy, je glavno mesto II. stopnje v indijski zvezni državi Tamil Nadu in upravni sedež okrožja Tiručirapali. Mesto velja za najboljše mesto za bivanje in najčistejše mesto v Tamil Naduju ter peto najvarnejše mesto za ženske v Indiji. Je četrto največje mesto in tudi četrta največja urbana aglomeracija v državi. Je 322 kilometrov južno od Čenaja in 374 kilometrov severno od Kanjakumarija. Tiručirapali leži skoraj v geografskem središču države Tamil Nadu. Delta reke Kaveri se začne 16 kilometrov zahodno od mesta, kjer se reka razcepi na dvoje in tvori otok Srirangam, ki je zdaj vključen v občinsko korporacijo mesta Tiručirapali. Mesto zavzema površino 167,23 kvadratnih kilometrov in je leta 2011 imelo 916.857 prebivalcev.
Zapisana zgodovina mesta Tiručirapali se začne v 3. stoletju pred našim štetjem, ko je bilo pod vladavino Čolov. Mestu so vladali tudi Mutaradžarji, Palave, Pandije, imperij Vidžajanagar, dinastija Najak, karnatska država in Britanci. Najvidnejši zgodovinski spomeniki v Tiručirapaliju so Trdnjava v Tepakulamu, tempelj Ranganathašvami, Srirangam, posvečen ležeči obliki hindujskega boga Višnuja, in je tudi največji delujoči tempelj na svetu, ter tempelj Džambukešvarar, Thiruvanaikaval, ki je tudi največji tempelj hindujskega boga Šive na svetu. Arheološko pomembno mesto Uraijur, prestolnica zgodnjih Čolov, je zdaj soseska v Tiručirapaliju. Mesto je igralo ključno vlogo v karnatskih vojnah (1746–1763) med britanskimi in francoskimi vzhodnoindijskimi podjetji.
Mesto je pomembno izobraževalno središče v državi Tamil Nadu in ima nacionalno priznane ustanove, kot so Nacionalni inštitut za tehnologijo (NIT), Indijski inštitut za management (IIM), Indijski inštitut za informacijsko tehnologijo (IIIT) in Nacionalna pravna univerza ( NLU). Industrijske enote, kot so Bharat Heavy Electricals Limited (BHEL), Golden Rock Railway Workshop, Ordnance Factory Tiruchirappalli (OFT) in High Energy Projectile Factory (HEPF), imajo svoje tovarne v mestu. Prisotnost velikega števila enot za proizvodnjo energetske opreme v mestu in okolici mu je prinesla naziv "prestolnica energetske opreme in proizvodnje Indije". Tiručirapali je mednarodno znan po blagovni znamki čerota, znani kot cigara Tričinopoli, ki so jo v 19. stoletju v velikih količinah izvažali v Združeno kraljestvo.
Mesto, ki je glavno cestno in železniško vozlišče v državi, oskrbuje mednarodno letališče Tiručirapali (TRZ), ki opravlja lete na Bližnji vzhod in jugovzhodno Azijo.

## Etimologija
V zgodovini se je Tiručirapali v angleščini običajno imenoval Trichinopoly. Skrajšani obliki Trichy ali Tiruchi'se uporabljata v vsakdanjem govoru, polno ime Tiručirapali pa se pojavlja v uradni rabi vladnih in kvazivladnih uradov, le redko pa ga uporablja širša javnost.
Po mnenju pokojnega učenjaka C. P. Browna je lahko Tiručirapali izpeljanka besede Čiruta-pali ('majhno mesto'). Orientalista Henry Yule in Arthur Coke Burnell sta domnevala, da bi ime morda izhajalo iz skalnega napisa, vklesanega v 16. stoletju, v katerem je Tiručirapali zapisan kot Tiru-sila-pali, kar v tamilščini pomeni 'sveto-skalno mesto'. Drugi učenjaki so predlagali, da je ime Tiručirapali preoblikovana beseda Tiru-činna-pali, kar pomeni 'sveto malo mesto'. Madras Glossary navaja koren kot Tiruććināppalli ali 'sveto' (tiru) vas (palli) rastline šina (Cissampelos pareira).
Po hindujski mitologiji je Tiručirapali dobil ime po troglavem demonu Triširi, ki je meditiral na hindujskega boga Šivo v bližini današnjega mesta, da bi pridobil naklonjenost boga. Druga izpeljava, čeprav ni splošno sprejeta je, da je vir imena mesta sanskrtska beseda Triširapuram - Trišira, kar pomeni 'troglav' in palli ali puram, ki pomeni 'mesto'.

## Zgodovina

### Zgodnja in srednjeveška zgodovina
Tiručirapali je eno najstarejših naseljenih mest v Tamil Naduju; njegove najzgodnejše naselbine segajo v obdobje Sangam. Uraijur, prestolnica zgodnjih Čolov 600 let od 3. stoletja pr. n. št. naprej, je soseska v današnjem Tiručirapaliju. Zgodovinar Ptolemaj v svojem delu Geografija iz 2. stoletja mesto imenuje Orthoura. Najstarejši ohranjeni jez na svetu, Kalanai (Spodnji Anaicut), približno 18 kilometrov od Uraijurja, je čez reko Kaveri zgradil Karikala Čola v 2. stoletju našega štetja.
Skala na kateri je Trdnjava Tiručirapali, naj bi bila ena najstarejših formacij na svetu. Stara je 3,8 milijarde let, saj je starejša od Grenlandije in Himalaje.
Srednjeveška zgodovina Tiručirapalija se začne z vladavino kralja Palave Mahendravarmana I., ki je vladal južni Indiji v 6. stoletju našega štetja in zgradil v skalo vklesane jame-templje znotraj Rockforta.  Po padcu Palav v 8. stoletju so mesto osvojili srednjeveški Čole, ki so vladali do 13. stoletja.
Po zatonu Čolov so Tiručirapali osvojili Pandje, ki so vladali od leta 1216 do njihovega poraza leta 1311 s strani Malika Kafurja, poveljnika Allauddina Khildžija. Verjame se, da so zmagovite vojske Delhijskega sultanata plenile in opustošile regijo. Kip hindujskega boga Ranganathe v templju Srirangam je približno v tem času izginil in ni bil obnovljen več kot petdeset let. Od leta 1311 do 1378 sta Tiručirapaliju vladala Delhijski in Madurajski sultanat, vendar je do sredine 14. stoletja Madurajski sultanat začel razpadati. Postopoma je imperij Vidžajanagar vzpostavil prevlado nad severnimi deli kraljestva in Tiručirapali je leta 1371 zavzel vidžajanagarski princ Kumara Kampanna Udaijar. Imperij Vidžajanagar je vladal regiji od leta 1378 do 1530-ih in je imel vidno vlogo pri oživljanju hinduizma z obnovo templjev in spomenikov, ki so jih uničili prejšnji muslimanski vladarji. Po propadu imperija Vidžajanagar v zgodnjem delu 16. stoletja je kraljestvo Madurai Najak začelo uveljavljati svojo neodvisnost. Mesto je cvetelo med vladavino Višvanatha Najaka (okoli 1529–1564), ki naj bi zaščitil območje z gradnjo Tepakulama in gradnjo obzidja okoli templja Srirangam. Njegov naslednik Kumara Krišnapa Najaka je Tiručirapali naredil za svojo prestolnico in je služil kot glavno mesto kraljestva Madurai Najak od 1616 do 1634 in od 1665 do 1736.
Leta 1736 je zadnji vladar Madurai Najaka, Menakši, naredil samomor in Tiručirapali je osvojil Čanda Sahib. Kraljestvu je vladal od leta 1736 do 1741, ko so ga ujeli in zaprli Marati med obleganjem Tiručirapalija (1741), ki ga je vodil general Raghuji Bhonsle pod ukazom Čhatrapati Šaha. Čanda Sahib je ostal v zaporu približno osem let, preden je pobegnil iz imperija Marata. Tiručirapali je upravljal maratski general Murari Rao od 1741 do 1743, ko ga je po šestmesečnem obleganju (1743) ponovno pridobil Nizam iz Hiderabada. Nizam je imenoval Khvaja Abdulaha za guvernerja in se vrnil na Golkondo.[49] Ko je Čanda Sahib po bitki pri Amburju (1749) s prestola vrgel navaba karnatskega Mohameda Ali Kana Valadžaha, je prvi pobegnil v Tiručirapali, kjer je postavil svojo bazo. Sledeče obleganje Tiručirapalija (1751-1752), ki ga je izvedel Čanda Sahib, je potekalo med drugo karnatsko vojno med britansko vzhodnoindijskim podjetjem in Muhamedom Alijem Kanom Valadžahom na eni strani ter Čanda Sahibom in francosko vzhodnoindijskim podjetjem na drugi strani. [53] Britanci so zmagali in Valadžah se je vrnil na prestol. Med svojo vladavino je predlagal preimenovanje mesta v Natharnagar po sufijskem svetniku Natharju Valiju, ki naj bi tam živel v 12. stoletju n. š.. Tiručirapali sta napadla Nandžaradža Vodejar leta 1753 in Hider Ali iz kraljestva Misore leta 1780, oba napada so odbile čete Britanske vzhodnoindijske družbe. Tretji poskus invazije Tipu Sultana, sina Hiderja Alija, leta 1793 je bil prav tako neuspešen; zasledovale so ga britanske sile pod vodstvom Williama Medowsa, ki so preprečile napad.

### Britanska vladavina
Karnatsko kraljestvo so Britanci priključili julija 1801 kot posledico odkritja dogovarjanja med Tipu Sultanom - sovražnikom Britancev - in Umdat Ul-Umra, sinom Valadžaha in Navaba v tistem času, med četrto angleško misorsko vojno. Istega leta je bil Tiručirapali vključen v predsedstvo Madrasa in ustanovljeno je bilo okrožje Tiručirapali z mestom Trichinopoly (ali Tiručirapali) kot glavnim mestom.
Med podjetjem Raj in kasneje Britanskim Rajem je Tiručirapali postal eno najpomembnejših mest v Indiji. Po indijskem popisu prebivalstva iz leta 1871 – prvem v britanski Indiji – je imelo Tiručirapali 76.530 prebivalcev, zaradi česar je bilo drugo največje mesto v predsedstvu za glavnim mestom Madras (zdaj Čenaj). Po vsem Britanskem imperiju je bil znan po svoji edinstveni sorti čerenovke, znani kot cigara Trichinopoly. Tiručirapali je bil prvi sedež novoustanovljene južnoindijske železniške družbe leta 1874 do njene preselitve v Madras v začetku 20. stoletja.
- Trichinopoly med Britanskim Rajem
- Mesto in trdnjava Trichinopoly ok. 1840
- Trdnjava in Teppakulam, ok. 1860

### Sodobna in moderna zgodovina
Tiručirapali je igral aktivno vlogo v obdobju pred osamosvojitvijo; med Gibanjem za izstop iz Indije je bilo veliko stavk in nenasilnih protestov, predvsem stavka južnoindijske železnice, ki je potekala leta 1928. Mesto je bilo izhodišče za solni pohod Vedaranjam, ki ga je začel C. Rajagopalachari vzporedno s pohodom Dandi leta 1930. Tiručirapali je bil epicenter protihindujskega vznemirjenja v Tamil Naduju, ko se je leta 1938 skupina zagovornikov tamilskega jezika zbrala in organizirala shod od mesta do Madrasa. Kasneje leta 1965 je Tiručirapali postal osnova »državne antihindujske konference v Madrasu«, ki jo je sklical C. Rajagopalachari. Prebivalstvo Tiručirapalija je še naprej hitro raslo in v obdobju 1941–51 doseglo stopnjo rasti 36,9 %. Po osamosvojitvi leta 1947 je Tiručirapali glede rasti zaostajal za drugimi mesti, kot sta Salem in Coimbatore. Tiručirapali je ostal del države Madras, ki se je leta 1969 preimenovala v Tamil Nadu. Mesto je doživelo obsežen gospodarski razvoj v 1960-ih z ustanovitvijo podjetja Bharat Heavy Electricals Limited. V zgodnjih 1980-ih je M. G. Ramachandran, takratni glavni minister Tamil Naduja, pripravil načrt za selitev državnega upravnega sedeža v Tiručirapaliju. V bližini Navalpatuja na obrobju mesta je bilo razvito satelitsko mesto, vendar so zaporedne vlade zavrnile predlagano selitev.
Tako kot večji del Tamil Naduja je tudi Tiručirapali še vedno nagnjen k skupnim napetostim, ki temeljijo na veri in etnični pripadnosti. Občasno je prišlo do izbruhov nasilja nad Šrilančani. Leta 2009 so v mestu napadli pisarne šrilanške letalske družbe. Septembra 2012 je skupina tamilskih aktivistov napadla avtobusa dveh skupin šrilanških romarjev, ki sta obiskali baziliko Gospe dobrega zdravja v Velankanniju in baziliko Poondi Madha v Tiručirapaliju. Zaradi serije terorističnih napadov v indijskih mestih od leta 2000 je bila varnost povečana na lokacijah, kot je tempelj Sri Ranganathaswamy.

## Geografija
Tiručirapali je v osrednji jugovzhodni Indiji, skoraj v geografskem središču zvezne države Tamil Nadu. Delta reke Kaveri se začne oblikovati 16 kilometrov zahodno od mesta, kjer se reka razdeli na dva toka - Kaveri in Kolidam - in tvori otok Srirangam. Po cesti je 912 kilometrov južno od Hiderabada, 322 kilometrov jugozahodno od Čenaja in 331 kilometrov jugovzhodno od Bangaloreja. Topologija Tiručirapalija je skoraj ravna s povprečno nadmorsko višino 81 metrov. Nekaj izoliranih gričev se dviga nad površjem, najvišji med njimi je skala Rockfort; njena ocenjena starost 3800 milijonov let jo uvršča med najstarejše kamnine na svetu. Drugi vidni griči vključujejo Zlato skalo, Khadžamalai in po enega v Ujakondan Thirumalai in Thiruverumbur.
Poleg reke Kaveri in njenega pritoka Kolidama mesto odmakajo tudi kanal Ujakondan, rečni kanali Koraijar in Kudamuruti. Zemljišče, ki neposredno obdaja reko Kaveri, ki prečka Tiručirapali od zahoda proti vzhodu, je sestavljeno iz usedlin rodovitne aluvialne prsti, na kateri se gojijo poljščine, kot sta proso in koruza. Južneje je površje prekrito s črno prstjo slabe kakovosti. Severovzhodno od mesta poteka pas krednih kamnin, znan kot skupina Tričinopoli, na jugovzhodu pa so plasti arhejskih kamnin, granita in gnajsa, ki jih pokriva tanka plast konglomeratnega laterita. Regija spada v seizmično cono III, ki je zmerno ranljiva za potrese.
V zadnjem času so se v severnem delu mesta zgradila gosto poseljena industrijska in stanovanjska območja, na južnem robu pa so tudi stanovanjska območja. Starejši del Tiručirapalija, znotraj Rockforta, je nenačrtovan in preobremenjen, medtem ko so sosednji novejši deli bolje izvedeni. Številne stare hiše v Srirangamu so bile zgrajene v skladu z navodili šilpa šastra, kanoničnimi besedili arhitekture hindujskih templjev.
Tiručirapali doživlja suho-poletno tropsko savansko podnebje (Köppnova podnebna klasifikacija: As), brez večjih temperaturnih sprememb med poletjem in zimo. Za podnebje je na splošno značilna visoka temperatura in nizka vlažnost. Z letno povprečno temperaturo 28,9 °C in mesečnimi povprečnimi temperaturami med 25 °C in 32 °C je mesto najbolj vroče v državi. Najtoplejši meseci so od aprila do junija, ko mesto doživlja pogoste prašne nevihte. Novembra 2013 je bila najvišja kdaj koli zabeležena temperatura v TTiručirapaliju 43,9 °C, ki se je zgodila 2. maja 1896; najnižja je bila opažena 6. februarja 1884 pri 13,9 °C.

## Znamenitosti
Nekoč del kraljestva Čola ima Tiručirapali številne izvrstno oblikovane templje in trdnjave.
Večina templjev, vključno s templji Rockfort, templjem Ranganathasvami v Srirangamu, templjem Džambukešvarar v Thiruvanaikavalu, templjem Samajapuram Mariaman, templjem Erumbešvarar, templjem Gnelivanešvarar v Thirupaingneli in templji v Urajurju, je zgrajenih v dravidskem arhitekturnem slogu; tempelj Ranganathašvami in tempelj Džambukešvarar se pogosto štejeta med najboljše primere tega sloga. V skalo vklesani jamski templji Rockfort, skupaj s prehodom in templjem Erumbešvarar, so na seznamu spomenikov državnega pomena Arheološkega zavoda Indije.
Rockfort, ki velja za enega od simbolov Tiručirapalija, je trdnjava, ki stoji na visoki skali. Sestavljen je iz niza monolitnih skal, v katerih so številni v skalo vklesani jamski templji. Prvotno so jo zgradili Palave, kasneje pa so jih rekonstruirali vladarji Madurai Najak in Vidžajanagara. Tempeljski kompleks ima tri svetišča, od katerih sta dve posvečeni Gospodu Ganeši, eno ob vznožju in tempelj Ucči Pilajar na vrhu ter tempelj Thajumanavar med njima. Tempelj Thajumanavar, največji od treh, hrani svetišče Pārvatī in glavnega božanstva. Kot pravi legenda, sta se Vaju Bhaghvan in Adisešan sporekla, da bi ugotovila, kdo je boljši, da bi dokazala premoč, ki jo je adisešan obkrožil Kailasam, Vaju je poskušal odstraniti ta krog tako, da je ustvaril santamarutham (vrtinec). Zaradi santamaruthama je osem kodumudigal (delov) padlo iz kailasama na osem različnih krajev, ki so Thirugonamalai (Trincomalee, Šrilanka), Thirukalahasti, Thiručiramalai (Skalna utrdba), Thiruenkoimalai, Radžathagiri, Neerthagiri, Ratnagiri in Svethagiri Thirupangeli.
Rockfort je viden iz skoraj vseh delov severnega mesta. Tepakulam ob vznožju Rockforta je obdan z bazarji. V središču ima mandapo.
Tempelj Ranganathašvami, posvečen hindujskemu bogu Višnuju, je na otoku Srirangam. Pogosto ga omenjajo kot največji delujoči hindujski tempelj na svetu, ima obseg 4116 metrov in zavzema 630.000 m². Z tempelj, ki velja za enega od 108 Divja Desam ('Svetih bivališč' Gospoda Višnuja), se domneva, da hrani posmrtne ostanke vaišnavitskega svetnika in filozofa Ramanudžačarje. Tempelj, ki so ga prvotno zgradili Čoli, so pozneje med 9. in 16. stoletjem našega štetja prenovili Pandije, Hojsale, Madurajski Najaki in imperij Vidžajanagar. Obstaja 21 gopur (stolpov), od katerih je Radžagopura visoka 72 m. Po knjigi rekordov Limca je bil do leta 1999 najvišji tempeljski stolp na svetu.
Tempelj Džambukešvarar v Thiruvanaikavalu in tempelj Erumbešvarar v Thiruverumburju sta bila zgrajena med vladavino srednjeveških Čola.  Tempelj Džambukešvarar je eden od Panča Bhota Stalamov, posvečenih Gospodu Šivi; je peti največji tempeljski kompleks v Tamil Nadu.
Najbolj znana mošeja v mestu je mošeja Nadir Šah. 
Kristusova cerkev, ki jo je zgradil nemški protestantski misijonar Christian Friedrich Schwarz leta 1766, in cerkev Lurške Matere Božje sta znana primera gotske arhitekture v mestu.
Palačo Čokanatha Najak, v kateri je Rani Mangammal Mahal, so zgradili Madurai Najaki v 17. stoletju; zdaj je preurejen v muzej. Navabova palača, Železniško dediščinsko središče, jez Upper Anaicut, ki ga je zgradil Sir Arthur Cotton, in najstarejši delujoči jez na svetu, Grand Anaicut, so nekatere druge pomembne strukture v Tiruchirappalliju.
- "Vellai Gopuram" (beli stolp) na vzhodnem vhodu v tempelj Srirangam, imenovan po Devadasiju [50]
- Indijski arheološki zavod je tempelj Erumbeešvarar razglasil za zaščiten spomenik
- Nočni pogled na Trichy z vrha Rockforta, fotografirano iz okna templja
- Marijina katedrala
- Konservatorij za tropske metulje